# Carlos Reichenbach
Pour les articles homonymes, voir Reichenbach.
Carlos Reichenbach, né le 14 juin 1945 à Porto Alegre (Rio Grande do Sul) et mort le 14 juin 2012 à São Paulo (État de São Paulo), est un réalisateur, scénariste, chef opérateur, enseignant, photographe, critique, acteur et essayiste brésilien.
Dans le cinéma brésilien, il s'est distingué comme l'un des principaux réalisateurs de la « Boca do Lixo » de São Paulo, dont la production était axée sur la région centrale de São Paulo, et a été l'un des réalisateurs paulistes du cinéma dit d'auteur.
Il a écrit et réalisé 6 courts métrages, 4 épisodes de longs métrages et 15 longs métrages, accumulant plusieurs prix au Brésil et à l'étranger. Il a réalisé et photographié plus de 200 films commerciaux et institutionnels entre 1971 et 1974.

## Biographie
D'origine allemande, il déménage à São Paulo à l'âge d'un an. Il fréquente l'Escola Superior de Cinema São Luiz. C'est là qu'il a contribué à développer ce qu'on appelle le cinéma marginal à São Paulo. Ses maîtres sont Roberto Santos, Anatol Rosenfeld (pt), Paulo Emílio Sales Gomes (pt), Mário Chamie (pt), Décio Pignatari et, surtout, Luís Sérgio Person (pt), qui est à l'origine de son intérêt pour la réalisation de films.
Avec João Callegaro (pt) et Antônio Lima, il réalise ses premiers longs métrages - les films à sketches As Libertinas (1968) et Audácia (1969).
Il meurt à 67 ans, victime d'un arrêt cardio-respiratoire.

## Filmographie

### Réalisateur
- 1967 : Essa Rua tão Augusta — court-métrage
- 1968 : As Libertinas, segment Alice
- 1970 : Audácia, segment A Badaladíssima dos Trópicos X os Picaretas do Sexo
- 1971 : O Paraíso Proibido
- 1972 : Corrida em Busca do Amor (pt)
- 1978 : Lilian M: Relatório Confidencial (pt)
- 1979 : L'Île des plaisirs interdits (A Ilha dos Prazeres Proibidos)
- 1979 : Sede de Amar (pt)
- 1981 : O Império do Desejo
- 1982 : As Safadas, segment A Rainha do Fliperama
- 1982 : Amor, Palavra Prostituta (pt)
- 1984 : Extremos do Prazer
- 1986 : Filme Demência (pt)
- 1987 : Anjos do Arrabalde (pt)
- 1990 : City Life, segment Desordem em Progresso
- 1993 : L'Âme corsaire (Alma Corsária)
- 1994 : Olhar e Sensação — court-métrage
- 1999 : Dois Córregos (pt)
- 2002 : Equilíbrio e Graça — court-métrage
- 2003 : Garotas do ABC (pt)
- 2005 : Bens Confiscados (pt)
- 2007 : Falsa Loura

## Publication
- Lyra, Marcelo. Carlos Reichenbach: O Cinema Como Razão de Viver São Paulo: Imprensa Oficial do Estado de São Paulo, 2004.,  (ISBN 85-7060-237-5).